# Весенняя симфония (фильм)
«Весенняя симфония» — фильм о жизни композитора Роберта Шумана и его жены Клары Вик.

## Сюжет
Дочь педагога фортепианной игры Фридриха Вика, Клара делает успехи в исполнении музыки. Роберт Шуман  — ученик Фридриха Вика. Между Кларой и Робертом возникает роман, но отец против их связи.

## В ролях
- Герберт Гронмайер — Роберт Шуман
- Настасья Кински — Клара Вик
- Рольф Хоппе — Фридрих Вик
- Андре Хеллер — Феликс Мендельсон
- Бернхард Викки  — барон фон Фриккен

## Награды
- German Film Awards — Настасья Кински (за выдающиеся достижения)
- Bavarian Film Award — Петер Шамони (лучший режиссёр)